# Герб Красноселькупского района
Герб Красноселькупского района Ямало-Ненецкого автономного округа

## Описание герба
«В червленом (красном) поле сообращенные и обернувшиеся золотые медведь и соболь, держащие передними лапами три серебряных малых вольных опрокинутых стропила, соединенных в опрокинутое стропило же, сопровождаемых вверху золотым огнём, а внизу зеленой, тонко окаймленной серебром елью, растущей на включенной лазоревой (синей, голубой) оконечности, обремененной серебряной рыбой в пояс».

## Обоснование символики
В основу герба района положены его природные богатства, пушной промысел и рыболовство местного коренного населения, о чем говорят фигуры ели, медведя, соболя и рыбы.
Звери, развернутые в разные стороны символически отражают то, что Красноселькупский район находится на старинной земле Мангазее, являющейся центром России (то есть, стоят в центре и смотрят вокруг себя).
Геральдическая многостропильная фигура отображает фрагмент селькупского орнамента, показывая место расположения в Ямало-Ненецком автономном округе.
Красный цвет поля — символ красоты и мужества, а также говорит о названии района.
Серебряный цвет в гербе говорит о бескрайних северных просторах. Серебро в геральдике — символ простоты, совершенства, мудрости, благородства, мира и взаимного сотрудничества.
Богатства недр земли — месторождения природного газа, символически отображены пламенем. Пламя так же символ очага и дома.
Золото — символ прочности, силы, великодушия, богатства и солнечного рассвета.
Зеленая ель символизирует богатую природу района, его леса. Зеленый цвет также символ надежды, благополучия и здоровья.
Голубой цвет и рыба показывают то, что район расположен на берегах северных рек, богатых рыбой. Голубой цвет символ искренности, чести, славы, преданности, истины и добродетели.
В гербе Красноселькупского района языком геральдических символов и аллегорий гармонично отражены его природные особенности и богатства, основной профиль деятельности местного населения и национальный колорит.
Герб района намеренно наделен некоторым сходством с ранней символикой Новгорода — легендарной колыбели российской государственности и средоточия древних российских вольностей. Эта сугубо условная геральдическая аналогия намекает на Мангазею как на «второй Новгород» — семя российского могущества в Сибири.
Герб разработан Союзом геральдистов России. Авторы герба района: Константин Моченов (идея герба, г. Химки); Роберт Маланичев (художник, Москва).
Герб утвержден решением № 55 Собрания представителей муниципального образования «Красноселькупский район» от 1 декабря 1999 года и внесен в Государственный геральдический регистр Российской Федерации — № 645.